# Вещев, Пётр Евгеньевич
Пётр Евге́ньевич Вещев (1899—1939) — комбриг Рабоче-крестьянской Красной Армии, участник гражданской и советско-финской войн, Герой Советского Союза (1940).

## Биография
Пётр Евгеньевич Вещев родился 21 января 1899 года в селе Богородское в русской рабочей семье. Окончил три класса городского училища. В 1918 году был призван на службу в РККА. Участвовал в боях гражданской войны на Кавказском и Туркестанском фронтах.
После войны окончил Ташкентские пехотные курсы им. В. И. Ленина. Затем в 1923 году окончил Киевскую высшую пехотную школу. В 1925 году окончил курсы усовершенствования офицерского состава. Проходил службу на различных командных должностях. В октябре 1937 года был назначен командиром 3-й авиационной воздушно-десантной бригады, а с июня 1938 года стал командиром 24-й стрелковой дивизии Ленинградского военного округа.
Во время советско-финской войны Вещев умело руководил боевыми действиями своей дивизии на Карельском перешейке, неоднократно проявлял мужество и героизм в ходе прорыва мощных вражеских укреплений. Погиб в бою 6 декабря 1939 года в районе населённого пункта Вяйсянен у озера Глубокое, когда колонна 24-й стрелковой дивизии попала в засаду финских лыжников. Похоронен на Волковском лютеранском кладбище Санкт-Петербурга.
Жена: Вещева Мария Васильевна, сын умер в блокадном Ленинграде (1942 г.)

## Награды

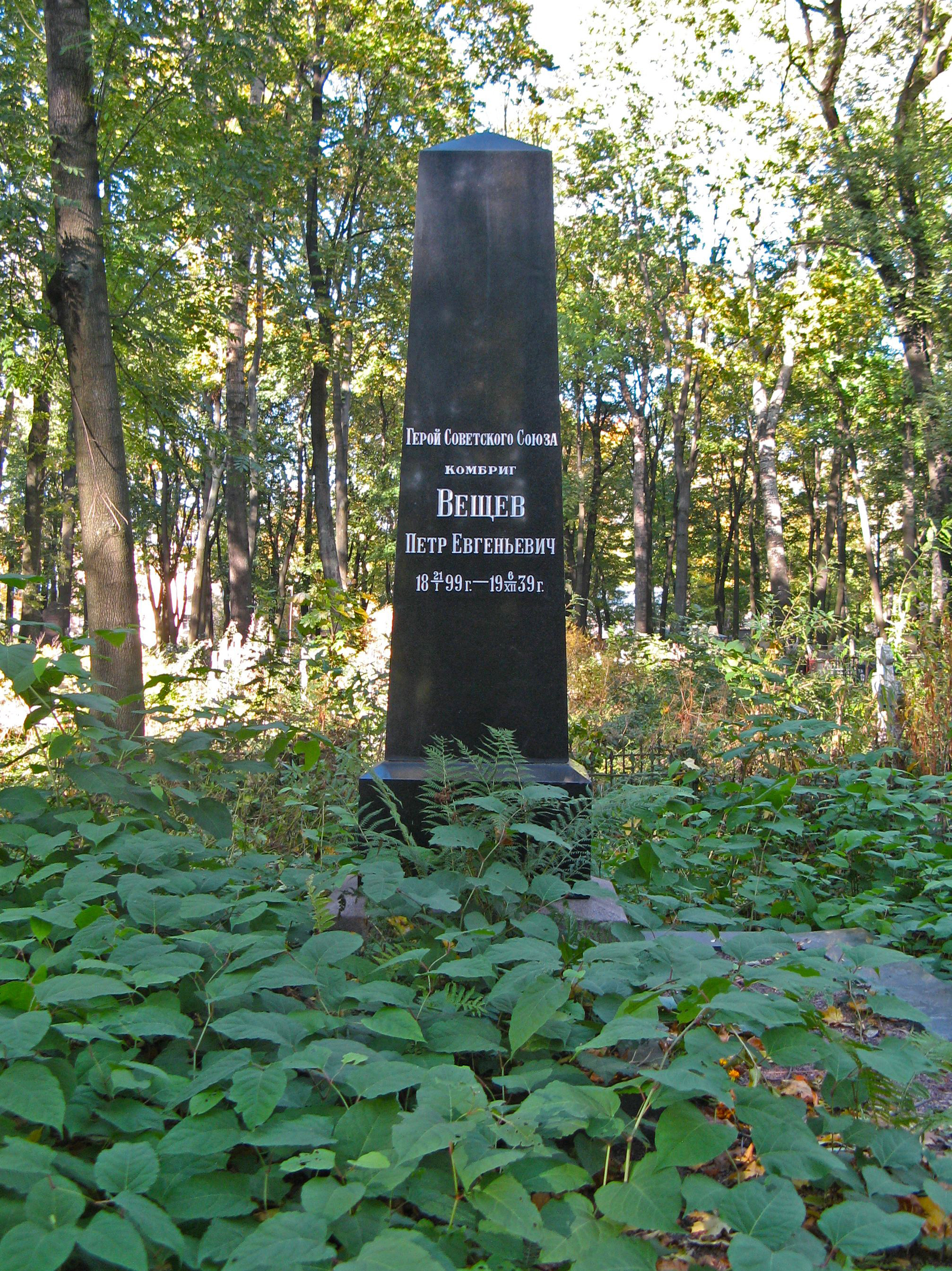
Могила П. Е. Вещева на Волковском лютеранском кладбище

- Указом Президиума Верховного Совета СССР от 15 января 1940 года за «образцовое выполнение боевых заданий командования на фронте борьбы с финской белогвардейщиной и проявленные при этом отвагу и геройство» комбриг Пётр Вещев посмертно был удостоен высокого звания Героя Советского Союза.
- орден Ленина[2].
- орден Красного Знамени (22.02.1938[4])

## Память
В честь Вещева названы посёлок и железнодорожная станция в Ленинградской области.